# George Russell (jazzmuzikant)
George Allan Russell  (Cincinnati, 23 juni 1923 - Boston, 27 juli 2009) was een Amerikaanse jazzmuzikant, componist en muziektheoreticus.

## Biografie
Russell, wiens vader muziekprofessor was aan het Oberlin College, kreeg zijn opleiding als drummer onder andere aan de Wilberforce University. In 1941 componeerde hij zijn eerste werk New World voor Benny Carter en werd hij lid van diens band. Na de oproep voor de legerdienst tijdens de Tweede Wereldoorlog kreeg hij tuberculose, waardoor hij langere tijd in ziekenhuizen doorbracht. Vanwege zijn ziekte moest hij ook zijn drumcarrière vaarwel zeggen. Later concentreerde hij zich op het pianospel. In het ziekenhuis begon hij zich intensief bezig te houden met muziektheorie. Later ging hij naar New York, waar hij compositieleerling werd bij Stefan Wolpe en samenkwam met muzikanten als Miles Davis, Gerry Mulligan, Max Roach, Johnny Carisi en Charlie Parker. Hij kreeg de opdracht om voor het Dizzy Gillespie Orchestre een stuk te componeren. Zo ontstond Cubano Be/Cubano Bop, een nummer waarin hij Afro-Cubaanse muziek samenvoegde met jazzmuziek. Het werd in 1947 opgevoerd in de Carnegie Hall en maakte hem bekend. In 1949 nam Buddy DeFranco zijn nummer Bird in Igor's Yard op, waarin hij invloeden van Charlie Parker met die van Igor Strawinsky samenvoegde.
In 1953 verscheen Russells muziektheoretisch werk Lydian Chromatic Concept of Tonal Organization, dat aanzienlijk bijdroeg aan het ontstaan van de modale jazz en belangrijke jazzplaten als Kind of Blue (Miles Davis, 1959) en A Love Supreme (John Coltrane, 1965) voorbereidde. Midden jaren 1950 nam hij met een sextet, waarbij naast Russell ook Bill Evans en Art Farmer behoorden, zijn eerste album The Jazz Workshop als orkestleider op. Voor het Brandeis Jazz Festival schreef hij All About Rosie en New York, New York naar een gedicht van Jon Hendricks. Het werd opgevoerd door jazzgrootheden als Bill Evans, Max Roach, John Coltrane, Milt Hinton, Bob Brookmeyer en Art Farmer. Begin jaren 1960 ontstond zijn album Ezz-Thetic met Eric Dolphy, Don Ellis en Steve Swallow. In 1961 arrangeerde hij All About Rosie opnieuw voor de Gerry Mulligan Concert Jazz Band.
In 1964 ging Russell naar Europa. Hij verbleef langer in Noorwegen en Zweden, waar hij werkte voor de Zweedse radio onder Bosse Broberg en onder andere met de jonge muzikanten Jan Garbarek, Terje Rypdal en Jon Christensen optrad. Hij speelde echter ook met de in Europa wonende Amerikanen Don Cherry, Cameron Brown en Al Heath. In 1969 keerde hij op uitnodiging van Gunther Schuller terug naar de Verenigde Staten om aan de New England Conservatory of Music een jazz-sectie op te starten.
Daarnaast trad hij met zijn 14 leden tellende orkest op in Europa en de Verenigde Staten. Het album The African Game uit 1985 kreeg twee Grammy Award-nominaties. Op uitnodiging van de Contemporary Music Network of the British Council ondernam hij in 1986 een tournee, in welk vervolg het The International Living Time Orchestra ontstond, waarmee Russell sindsdien werkte. Tot het orkest behoorden de toetsenisten Brad Hatfield en Steve Lodder, de gitarist Mike Walker, de bassist Bill Urmson, de drummers Billy Ward en Pat Hollenbeck, de trompettisten Stanton Davis, Tiger Okoshi en Stuart Brooks, de saxofonisten Andy Sheppard en Chris Biscoe, de klarinettist Pete Hurt en de trombonisten Dave Bargeron en Richard Henry.
Sinds de late jaren 1980 ontstond een reeks grotere composities zoals Uncommon Ground (op de cd The London Concert), An American Trilogy en de drie uur durende symfonie Time Line voor orkest, jazzband, koor, rockmuzikanten en dansers.

## Onderscheidingen
Russell werd in 1990 met de NEA Jazz Masters onderscheiden. Hij kreeg de British Jazz Award en de Franse Oscar du Disque du Jazz. In 1989 kreeg hij een MacArthur Fellowship.

## Overlijden
George Russell overleed op 27 juli 2009 op 86-jarige leeftijd aan de gevolgen van de ziekte van Alzheimer.

## Discografie
- 1956: Jazz Workshop
- 1959: New York, NY
- 1960: Jazz in the Space Age
- 1960: Stratusphunk
- 1961: Ezz-thetics
- 1962: The Stratus Seekers
- 1962: The Outer View (met Sheila Jordan)
- 1965: At Beethoven Hall (met Don Cherry)
- 1970: Trip To Prillarguri
- 1972: Living Time (met Bill Evans)
- 1973: Listen to the Silence
- 1976: Vertical Form VI
- 1978: New York Big Band
- 1980: Electronic Sonata For Souls Loved By Nature
- 1981: Othello Ballet Suite (1967) / Electronic Organ Sonata No 1 (1968)
- 1982: Electronic Sonata For Souls Loved By Nature - 1968
- 1982: Live in an American Time Spiral
- 1983: The African Game
- 1986: So What
- 1989: The London Concert
- 1996: It's About Time

- Bibsys: 97035273
- Biblioteca Nacional de España: XX5581854
- Bibliothèque nationale de France: cb13899284d (data)
- Gemeinsame Normdatei: 134504720
- International Standard Name Identifier: 0000 0001 2149 1927
- Library of Congress Control Number: n85091661
- Nationale Bibliotheek van Letland: 000334569
- MusicBrainz: a4766482-46bd-4333-aa29-4148afac366b
- Nationale Bibliotheek van Tsjechië: xx0138461
- Nederlandse Thesaurus van Auteursnamen: 079395058
- Istituto Centrale per il Catalogo Unico: RAVV424961
- LIBRIS: 280445
- SNAC: w6xd4hnk
- Système universitaire de documentation: 069319995
- Virtual International Authority File: 120738265
- WorldCat: E39PBJfH3J6xKxCHKfRTcBTCQq